# Gare de Berlin Attilastraße
La gare de Berlin Attilastrasse, anciennement dénommée Mariendorf, est une gare ferroviaire allemande de la ligne de Berlin à Dresde. Elle est située dans le quartier de Tempelhof au sud-ouest de la ville de Berlin. 
Mise en service en 1895, elle fait aujourd'hui partie du reseau de S-Bahn.

## Histoire
La gare, alors dénommée Berlin Mariendorf, est construite à l'intersection de la ligne de Berlin à Dresde et de la route reliant Tempelhof à la commune de Lankwitz, la rue Attilastraße d'aujourd'hui. Inaugurée le 15 février 1895, elle remplace la gare précédente Südende B. D. (acronyme pour Berlin et Dresde) qui a été ouverte au même moment avec la ligne ferroviaire en 1875. À cette date, les alentours faisaient partie du territoire communal de Mariendorf.
Les installations d'origine sont très simples. Dans la partie nord de la gare, il y a un aiguillage allant de la voie simple de Berlin à la voie double de Zossen. Parallèlement à cela, la voie ferrée du chemin de fer militaire royal prussien s'est déroulé vers Jüterbog, mais n'a pas touché de la gare. Entre 1910 et 1914, la ligne ferroviaire a été déplacée au-dessus du niveau de la route, ce qui donnera à la gare son apparence actuelle. 
À la suite de la réforme territoriale de Grand Berlin en 1920, l'ancienne commune de Mariendorf fut rattachée administrativement au district de Tempelhof, lorsque la colonie de Südende à l'ouest de la ligne ferroviaire faisait partie du district de Steglitz. Dès 1938, la gare et le terrain à l'est appartiennent au quartier de Tempelhof. En 1939, les voies de banlieue sont électrifiées.
En 1945, vers la fin de la Seconde Guerre mondiale, les ponts ferroviaires sur le canal de Teltow, presqu'immédiate au sud de la gare, sont détruits par les troupes de la Wehrmacht allemande en retraite. Après la guerre, le pont de la voie ferrée de Dresde est remplacé par un pont d’urgence en bois, qui brûle en été de l'année 1947. Pendant quelques semaines, les passagers doivent se rendre à la gare de Mariendorf depuis un quai provisoire situé sur la rive sud du canal.
La gare est renommée Berlin Attilastraße en 1992.
Situé à l'est de la plate-forme de la S-Bahn et construit en 1926, le poste d'aiguillage en briques Tfd est démoli lors de l'extension de la ligne de Dresde en mars 2017. La voie de connexion en provenance de Tempelhof se finit dans le chemin de fer de Dresde.
Le 3 avril 2018, le nouveau poste d'aiguillage informatique à Marienfelde est mis en service. Il contrôle également les systèmes de voie de la gare d'Attilastraße. La jonction indépendante de Mariendorf, orientée vers le sud, à laquelle est ouverte la voie du train de marchandises en provenance de Tempelhof, est abandonnée. Parallèlement, le nouveau système de contrôle des trains de la S-Bahn Berlin (ZBS) entre en service.

## Service des voyageurs

### Desserte
Berlin Attilastraße est desservie par les trains de la ligne 2 du S-Bahn de Berlin.

Installations et desserte
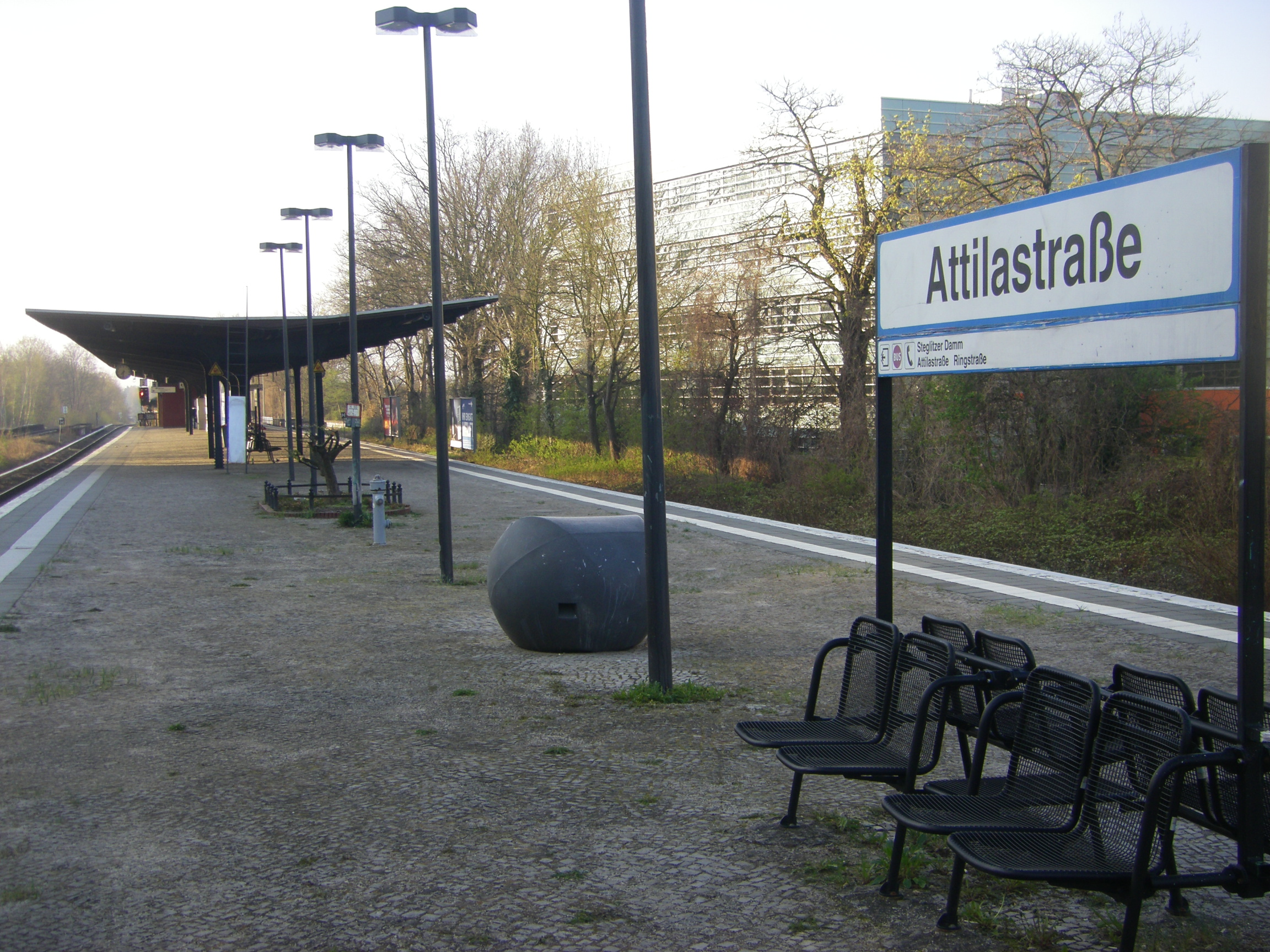
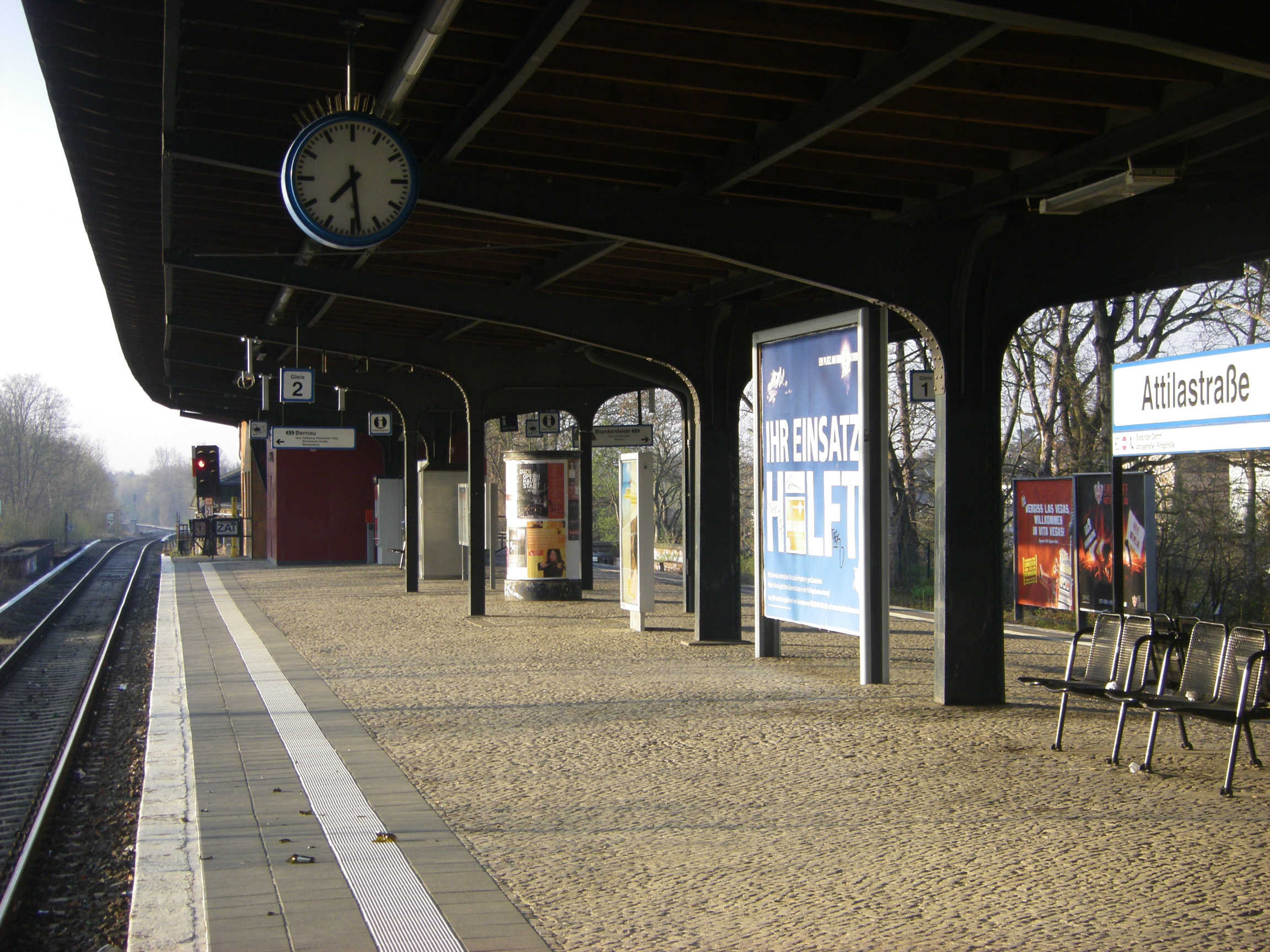
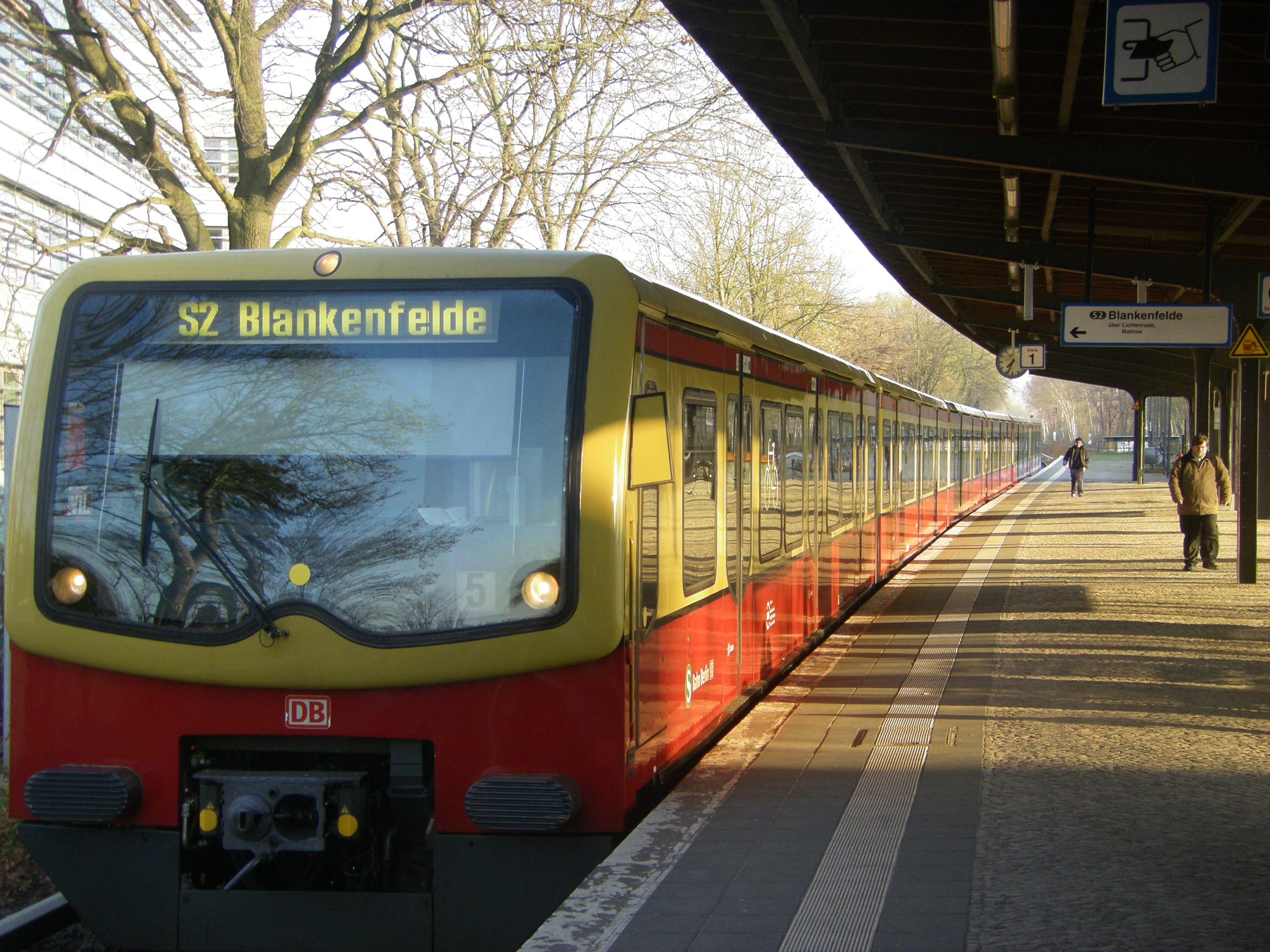

### Intermodalité
La gare est en correspondance avec les lignes d'omnibus 184 et 282 de la Berliner Verkehrsbetriebe (BVG).